# Saint-Cyprien-sur-Dourdou

Saint-Cyprien-sur-Dourdou este o comună în departamentul Aveyron din sudul Franței. În 1 ianuarie 2018 avea o populație de 861 de locuitori.